# Gheorghe Zamfir
Gheorghe Zamfir (Găești (Roemenië), 6 april 1941) is een Roemeens panfluitist. Hij was aanvankelijk autodidact en zette zijn opleiding voort aan het conservatorium van  Boekarest, waar hij een leerling was van Fănică Luca (1968).
Zamfir kreeg bekendheid bij het grote publiek toen hij ontdekt werd door de Zwitserse etno-musicoloog Marcel Cellier, die in de jaren zestig een diepgaande studie deed naar de Roemeense volksmuziek.
Zamfir heeft de panfluit bekendheid gegeven bij het moderne publiek en in sterke mate ertoe bijgedragen dat dit oude instrument aan de vergetelheid werd ontrukt. Hij heeft veel platen met panfluitmuziek uitgegeven, en zijn lied Eenzame Herder wordt gespeeld in Quentin Tarantino's film Kill Bill Vol.1. Het lied was eerder een grote hit als thema van de televisieserie De verlaten mijn (Golden Soak). Ook leverde Zamfir een bijdrage aan Ennio Morricones muziek voor Sergio Leones film Once Upon a Time in America. Naast veel traditionele Roemeense volksliederen heeft Zamfir ook de uit het Andesgebied stammende melodie De vlucht van de condor (El cóndor pasa) wereldwijde bekendheid gegeven.
Zamfir woonde tientallen jaren in het Westen, maar keerde later terug naar Roemenië.

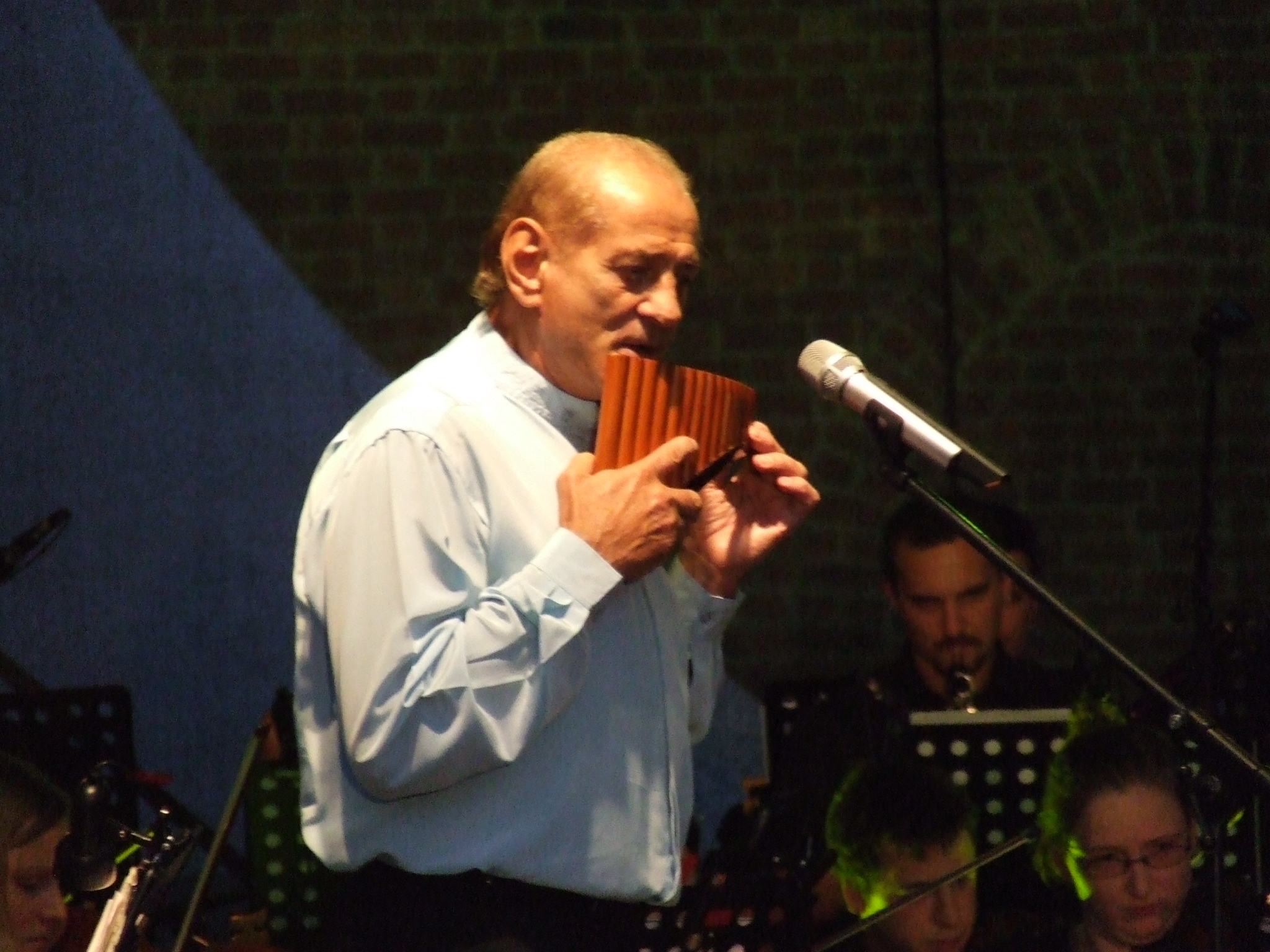
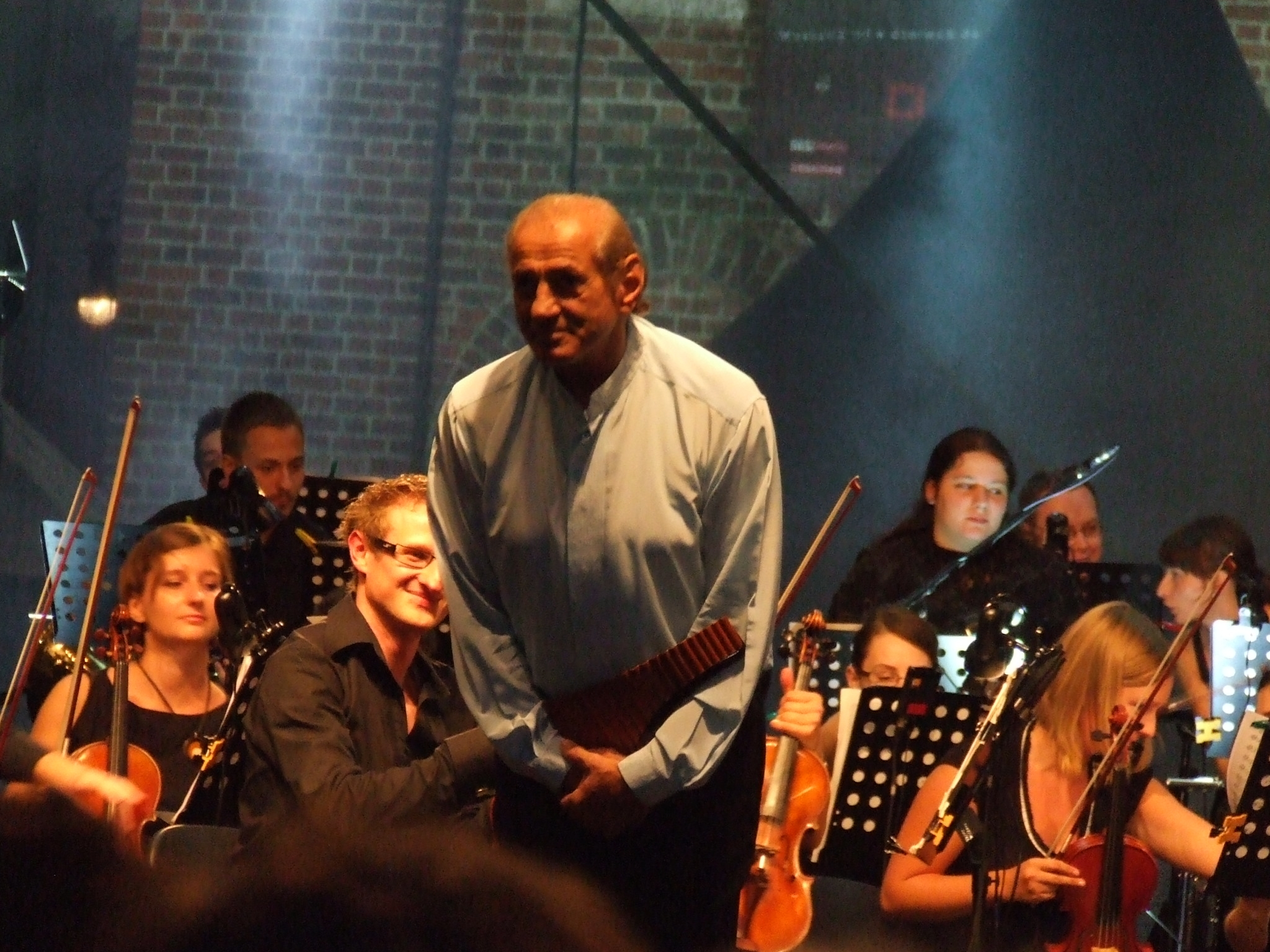
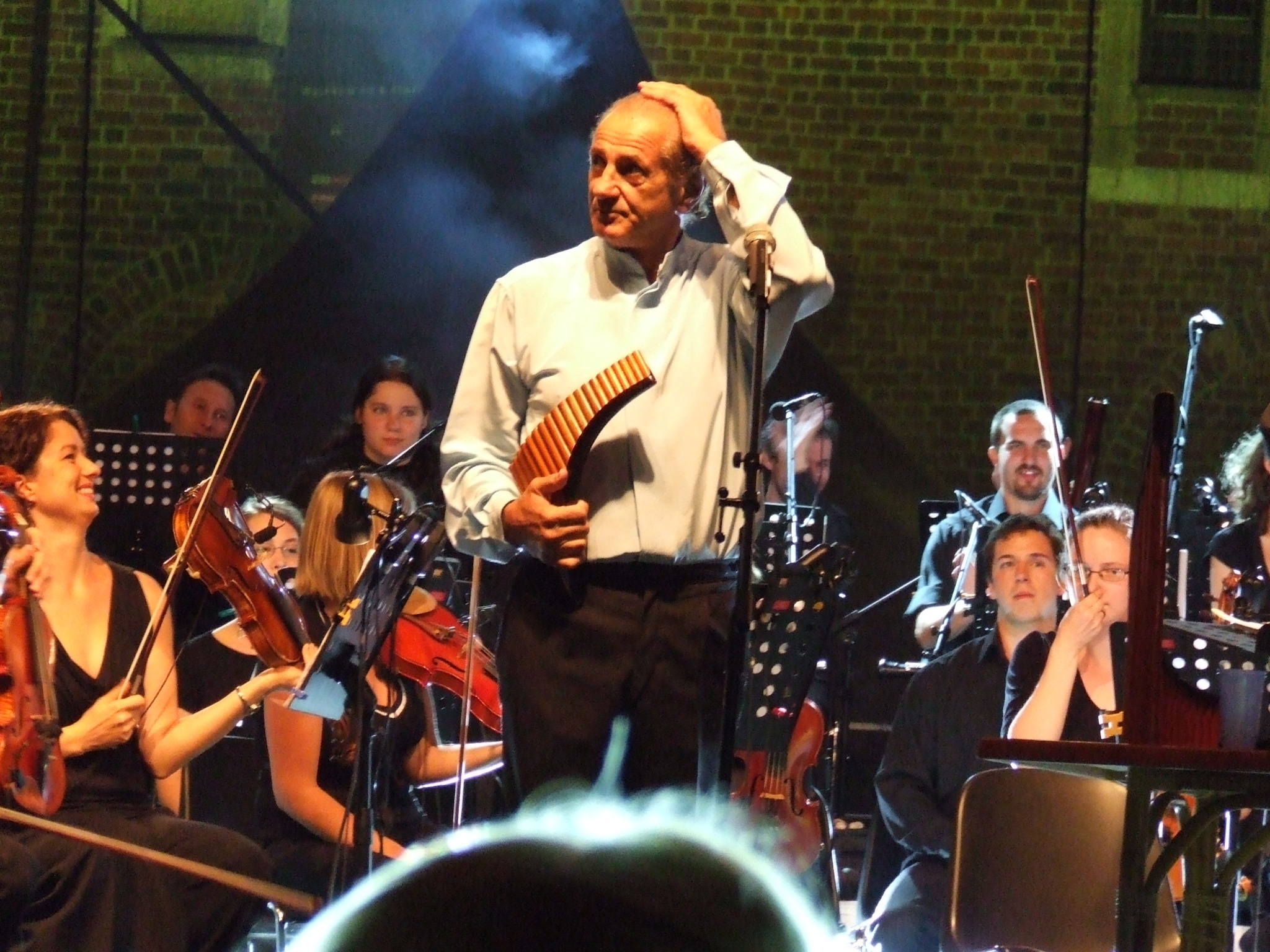